# كاتارينا باور
كاتارينا باور (مواليد 12 يونيو 1990) هي لاعبة ألعاب قوى ألمانية متخصصة في منافسات القفز بالزانة، مثلت بلادها في بطولة العالم لألعاب القوى 2019.